# 652410 Janmarszałek
652410 Janmarszalek è un asteroide della fascia principale. Scoperto nel 2013, presenta un'orbita caratterizzata da un semiasse maggiore pari a 2,276916 UA e da un'eccentricità di 0,109689, inclinata di 23,688087° rispetto all'eclittica.